# Xu Lijia
Xu Lijia (徐莉佳, Xangai, 30 de agosto de 1987) é uma velejadora chinesa.

## Carreira
É medalhista olímpica nos jogos de Londres 2012, com a medalha de ouro na classe laser radial e bronze em 2008. Ela foi campeã mundial em sua classe em 2006.